# James Jeggo
James „Jimmy“ Alexander Jeggo (* 12. Februar 1992 in Wien, Österreich) ist ein australisch-englischer Fußballspieler.

## Karriere

### Verein
Jeggo wurde 1992 in der österreichischen Hauptstadt Wien geboren und begann dort im Alter von vier oder fünf Jahren mit dem Fußballspiel. Im Alter von zehn Jahren zog er mit seiner Familie nach Australien. Dort spielte er zunächst im Nachwuchsbereich des Green Gully SC, bevor seine fußballerische Ausbildung am Victorian Institute of Sport (VIS) vorangetrieben wurde. Im Alter von 16 Jahren musste Jeggo fast ein Jahr mit dem Fußball pausieren, nachdem bei ihm ein Hodgkin-Lymphom diagnostiziert worden war. Die Krankheit wurde mit einer achtmonatigen Chemotherapie im Melbourner Royal Children’s Hospital erfolgreich behandelt.
2010 wurde er in das Nachwuchsteam des Profiklubs Melbourne Victory aufgenommen, mit dem er in der National Youth League und unter dem Namen VTC Football auch in der Victorian Premier League antrat. Obwohl er sich noch vor Saisonbeginn einen Knöchelbruch zugezogen hatte und erst an den letzten Saisonspielen mitwirken konnte, erhielt er im März 2011 seinen ersten Vertrag für die Profimannschaft. Im Profiteam debütierte er unter Trainer Mehmet Durakovic am 12. November 2011 per Einwechslung bei den Central Coast Mariners. Durakovic hatte Jeggo bereits am VIS betreut und diesen nach seiner Krebserkrankung eingeladen, nach seiner Genesung bei Melbourne mitzutrainieren. Seinen Durchbruch erlebte der Mittelfeldakteur aber erst nach Durakovics Entlassung unter dessen Nachfolger Jim Magilton, der bewusst auf Nachwuchsspieler setzte. Jeggo stand in den letzten sieben Partien der Saison 2011/12 in der Mittelfeldzentrale von Victory in der Startelf. Am vorletzten Spieltag folgte per Weitschuss zum 3:0-Endstand gegen Wellington Phoenix sein erstes Pflichtspieltor im Profibereich. Melbourne Victory verpasste am Saisonende die Play-offs deutlich; Jeggo wurde am Ende der Saison 2011/12 als bester Nachwuchsspieler und als bester Spieler des Jugendteams ausgezeichnet und auch in den australischen Medien als eine der wenigen positiven Erscheinungen in Victorys Saison hervorgehoben.
Nachdem er bereits im Sommer 2015 mit dem österreichischen Bundesligisten SK Sturm Graz in Verbindung stand, jedoch ein vermeintlicher Wechsel von seinem Stammklub abgelehnt wurde, wechselte Jeggo im Januar 2016 zu den Schwarz-Weißen nach Österreich, bei denen er einen bis Juni 2018 gültigen Vertrag unterschrieb.
Zur Saison 2018/19 wechselte er zum Ligakonkurrenten FK Austria Wien, bei dem er einen bis Juni 2021 laufenden Vertrag erhielt. Für die Wiener kam er in zwei Spielzeiten zu 46 Bundesligaeinsätzen. Zur Saison 2020/21 wechselte er nach Griechenland zu Aris Thessaloniki.
Kurz vor Ende des Transferfensters wechselte er Ende Januar 2022 zum belgischen Erstdivisionär KAS Eupen und unterschrieb dort einen Vertrag bis zum Ende der Saison 2022/23. In der restlichen Saison bestritt er alle 9 mögliche Ligaspiele und ein Pokalspiel. In der neuen Saison 2022/23 waren es 14 von 21 möglichen Ligaspielen und ein Pokalspiel.
Mitte Januar 2023 wechselte er zum schottischen Verein Hibernian Edinburgh, bei dem er einen Vertrag bis zum Ende der Saison 2023/24 abschloss. Im Januar 2024 wechselte Jeggo zurück nach Australien, und unterschrieb einen Vertrag beim Melbourne City FC.

### Nationalmannschaft
Die Leistungen des zentralen Mittelfeldspielers blieben auch beim australischen Verband nicht unbemerkt, von U-23-Auswahltrainer Aurelio Vidmar wurde er im März 2012 für das letzte Spiel im Rahmen der Qualifikation für die Olympischen Spiele 2012 erstmals in das australische U-23-Nationalteam berufen, Australien hatte zu diesem Zeitpunkt aber bereits keine Chance mehr sich für das Turnier zu qualifizieren. Jeggo musste seine Teilnahme an der Partie allerdings aufgrund einer Knieverletzung absagen.
Jeggo stand im Oktober 2016 erstmals im Kader der australischen A-Nationalmannschaft. Im Juni 2017 wurde er, obwohl er noch kein Spiel absolviert hatte, als Ersatz für Mile Jedinak in den Kader Australiens für den Confed-Cup berufen. Allerdings durfte er auch beim Confed-Cup nicht debütieren; er schied mit Australien in der Gruppenphase als Dritter der Gruppe B aus. Im November 2018 gab er schließlich sein Nationaldebüt, als er in einem Testspiel gegen Libanon in der 74. Minute für Mustafa Amini eingewechselt wurde.

## Persönliches
Jeggos Eltern stammen aus England, sein Vater arbeitete für die UNO. Sein Bruder ist ebenfalls Fußballspieler in Europa. In seiner Freizeit spielt Jeggo gerne Golf. Jeggo spielte bei der SV Schwechat mit Philipp Prosenik.
James Jeggo ist seit Ende Dezember 2017 mit der Australierin Shannen Jai Peroomal verheiratet.

## Erfolge
SK Sturm Graz
- Österreichischer Cup-Sieger: 2018